# Robert Merkel
Anton Robert Merkel (* 31. Januar 1850 in Mylau; † 18. Mai 1916 ebenda) war ein deutscher Kaufmann, Unternehmer und Politiker.

## Leben
Merkel besuchte die Volksschule und erhielt Privatunterricht in Mylau, danach besuchte er die Realschule in Plauen und die Handelsschule in Glauchau. Er lernte erst als Weber und dann als Kaufmann in Mylau. Von 1866 bis 1869 war er als kaufmännischer Angestellter in Glauchau tätig. Er leistete ab dem 1. Oktober 1869 seinen Militärdienst als Einjährig-Freiwilliger und wurde bei Ausbruch des Deutsch-Französischen Kriegs 1870 als Gefreiter eingezogen. Während des Kriegs wurde er zum Leutnant der Reserve befördert und am 30. November 1870 in der Schlacht bei Villiers schwer verwundet. Er wurde mit der Regimentsuniform verabschiedet. Nach dem Krieg trat er in die väterliche Kammgarnweberei und Kammgarnspinnerei in Mylau ein, die er später gemeinsam mit seinem Bruder übernahm. Merkel war ab 1883 Mitglied des Mylauer Stadtgemeinderats und ab 1886 Stadtrat. Weiter war er Mitglied des Bezirkstags, Vorsitzender des Fabrikantenvereins Reichenbach-Mylau-Netzschkau und Vorstandsmitglied im Verband Sächsisch-Thüringischer Webereien in Leipzig.
Er wurde ausgezeichnet mit der Feldzugsmedaille 1870/71, der Erinnerungsmedaille an Kaiser Wilhelm I. und dem Ritterkreuz I. Klasse des sächsischen Albrechtsordens.
Von 1907 bis 1912 war er Mitglied des Deutschen Reichstags für den Wahlkreis Königreich Sachsen 22 (Auerbach, Reichenbach) und die Nationalliberale Partei. Außerdem war er ab 1905 Mitglied der II. Kammer des Sächsischen Landtags.